# 最终幻想战略版角色列表
《最终幻想战略版》是一款由史克威尔（现史克威尔艾尼克斯）开发及发行的战略角色扮演游戏。本列表列出最终幻想战略版中的主要角色。

## 拉姆薩·貝歐布(ラムザ・ベオルブ)
本故事主角，名門貝歐布家三男。由於母親只是父親的丫鬟，加上兩個異母兄大自己十多歲又威名在外，內心一直有點自卑，與同母妹阿魯瑪及自幼一同長大的迪利塔感情很好。劍聖奧蘭多與修道院長西蒙對其評價高於兩位兄長。
王立士官學校畢業後馬上投入掃蕩叛軍「骸旅團」的討伐隊，在吉克丁砦眼見迪利塔之妹迪妲被無情射死後脫離有貴族負擔的貝歐布家，並改用母姓加入傭兵團過著漫無目的的戰鬥生活，在傭兵生活期間與成為聖騎士的迪利塔重逢，為了幫助奧維莉雅公主捲入一連串政治陰謀，更為了阻止教會濫用聖石毀滅世界而被冠上異端的罪名。最後為了救出阿魯瑪以及阻止惡魔侵吞人類世界而與聖阿斯拉展開決戰，一切結束之後隱藏還活著的消息，帶著阿魯瑪過著隱姓埋名的低調生活。
當時的史家基於政治與教會異端等複雜因素故意不將拉姆薩寫入史冊，成為英雄王迪利塔開創歷史卻隻字未提的幕後英雄。拉姆薩的事蹟直到百年後才由歷史學者阿拉茲拉姆發掘並為其平反。

## 迪利塔·海拉爾(ディリータ・ハイラル)
原為貝歐布家轄下領地的農家子弟，父母死於黑死病後與妹妹一起被貝歐布大家長巴爾巴尼斯收養，和年齡相仿的拉姆薩為青梅竹馬的好友，與唯一的妹妹迪妲相依為命。
與拉姆薩一同進入王立士官學校就讀，畢業後與拉姆薩投入掃蕩叛軍「骸旅團」的討伐隊，自己的平民身分常與身邊的貴族格格不入，在吉克丁砦只因為被脅持的妹妹是平民身分而被貴族組成的討伐軍無情射死後憤而離開貝歐布家，只因身分不得認同而痛失唯一親人導致心態與價值觀扭曲，變成無情又現實的人，不擇手段也要擠身上流階層。
離開貝歐布家後成為古利姆斯男爵轄下黑羊騎士團副團長，實則為策劃綁架奧維莉雅公主的主謀之一，後來在奧維莉雅公主綁架事件中與拉姆薩再次相遇，為了自身野心而在貴族與教會勢力間來回，不斷暗殺與策反並騙取奧維莉雅公主的信任。黑羊騎士團全滅後接近柯塔納公爵並成為他的親信，受封為南天騎士團的將軍，為了刺激已經緊張的局勢故意勸奧維莉雅即位為女王，導致獅子戰爭正式爆發。
戰爭爆發後身為主戰派的迪利塔不斷慫恿柯塔納公爵出兵，並進讒言讓公爵疏遠主和派的奧蘭多，在奧蘭多被判謀反罪入獄後正式接管南天騎士團，並趁混戰時在貝斯拉要塞暗殺柯塔納公爵；期間作出利用拉姆薩並過河拆橋的醜惡行為，後來統一伊瓦利斯並迎娶奧維莉雅為妃。在結局被妻子奧維莉雅刺殺重傷，反覆的權謀生涯雖然讓他踏上國王寶座，但也付出沒有任何親友、甚至被枕邊人暗殺的孤寂代價。
但是迪利塔結束亂世的偉大功績並沒有被否定，後代尊稱迪利塔為「伊瓦利斯的英雄王」。

## 巴爾巴尼斯·貝歐布(バルバネス・ベオルブ)
前北天騎士團長，擁有騎士最高位階「天騎士」之稱的王國第一戰將，貝歐布家大家長。
五十年戰爭時表現最出色的將領，在其他騎士團節節敗退時一枝獨秀打出幾乎扭轉局勢的戰績，雖然伊瓦利斯王國最終戰敗，但敵國畏懼他的勇猛而願意讓步與伊瓦利斯王國簽訂和平條約。五十年戰爭末期病故，但實情是遭到長子戴斯達克下慢性毒才會發病，發現自己的病是戴斯達克所為後不動聲色，為了維持家中平穩與家族名聲而不戳破此事，故意吩咐由次子薩爾巴克接任北天團長之職，掛心年幼純真的么男拉姆薩，在拉姆薩匆匆趕到床前探視後斷氣。

## 戴斯達克·貝歐布(ダイスダーグ・ベオルブ )
名門貝歐布家嫡長子，37歲，長薩爾巴克9歲、長拉姆薩21歲，魔法與劍術都非常優秀的秘紋騎士，內心一直認為統治伊瓦利斯的應該是聲望與戰功皆為國內最高的貝歐布家。
聽從父親遺言將北天騎士團長之位讓給二弟薩爾巴克，自己則去侍奉自幼一同長大的拉格公爵並擔任其軍師。背地裡是個野心勃勃的人渣，為了自立為王而勾結教會與德拉克洛瓦樞機卿，不惜慢性毒殺父親巴爾巴尼斯，又在貝斯拉要塞殺死自己的主君拉格公爵，反叛計畫被揭穿後遭拉姆薩與薩爾巴克圍攻，在混戰中擊殺薩爾巴克，但自己也被拉姆薩殺死，死前使用聖石轉生為憤怒的靈帝，但亦遭拉姆薩打倒。

## 薩爾巴克·貝歐布(ザルバッグ・ベオルブ)
貝歐布家次子，位階為聖騎士，現任北天騎士團長，在五十年戰爭中戰功彪炳而有伊瓦利斯守護神的外號。個性勇猛正直但單純，雖然有點輕視母親出身低微的拉姆薩，但並不討厭他，仍盡力照顧拉姆薩與阿魯瑪。
接手騎士團長之後為伊瓦利斯戰後治安問題勞心勞力，要維持治安又要掃蕩叛軍導致騎士團人手不足，薩爾巴克便要求王立士官學校的畢業生馬上投入骸旅團的討伐行列，與拉姆薩在吉克丁砦事件後爭吵導致拉姆薩出走。
獅子戰爭爆發初期與當時還統領南天騎士團的奧蘭多交戰但節節敗退，落入下風的薩爾巴克不得已改打消耗戰以穩固戰況，在軍隊屯駐王都時拉姆薩回來警告長兄戴斯達克叛變與毒殺父親的信息時仍不相信而對拉姆薩爆粗口辱罵，但在神殿騎士暗中投入戰局之後開始對不斷傳出弒君謠言的戴斯達克抱持懷疑，親自調查事件真相後與拉姆薩聯手圍攻戴斯達克，但被戴斯達克殺死。死後屍體被教會利用轉生為屍人與拉姆薩敵對，仍保有一絲意識的薩爾巴克哀求拉姆薩徹底殺死被控制的自己，最後被打倒時感謝拉姆薩讓自己解脫並對之前的無禮舉動道歉，請求拉姆薩務必救出被擄走的么妹阿魯瑪後徹底死亡。

## 阿魯瑪·貝歐布(アルマ・ベオルブ)
貝歐布家老么，拉姆薩的同母妹，與大哥，二哥是異母兄妹，個性開朗，大家都很喜歡她。出生後很長時間都在修道院渡過，直到入學年齡才回貝歐布家，與年紀相近的親兄拉姆薩感情最好，與迪利塔的妹妹迪妲感情也很好。
在修道院生活期間與被送來修道院的奧維莉雅公主結為好友。在修道院被聖殿騎士襲擊後帶著聖石與受傷的西蒙躲在修道院一角，被伊茲路德發現而被帶到利奧法尼斯城，後來被沃爾瑪夫發現阿魯瑪是聖阿斯拉轉世，而計畫讓她成為聖阿斯拉的轉生媒介，雖然聖阿斯拉成功復活但仍被拉姆薩擊敗而成功救出阿魯瑪。
結局為修道院的神職人員們以為阿魯瑪已死而修墳祭拜她，但在眾人離開墳墓後阿魯瑪與拉姆薩騎著路行鳥偷偷離去，過著隱姓埋名的低調生活。

## 奧維莉雅·阿茲卡夏(オヴェリア・アトカーシャ)
先王迪納姆達4世之女，與國王奧姆多利亞3世是異母兄妹但年紀相差很多。奧姆多利亞3世的二王子死去之後膝下無子，便將奧維莉雅作為養女接回皇宮，但進入王家不久後，王妃就生下了三王子奧利納斯，王室有了嫡系繼承人後暫時失去迎回來的價值，就轉託給拉格公爵照顧，拉格公爵便將公主寄託在歐波努修道院避禍，也因此與一起在修道院生活的阿魯瑪結為好友。
但其實真正的公主早就死了，這位奧維莉雅只是元老院為了維持政局穩定而養育出來代替公主的替身而已，至於這位假公主身世為何、從何而來皆無從得知，除了元老院沒人知道這件事，成為在亂世中受各方勢力追逐擺佈的可憐女孩。
王妃露薇莉雅為了讓自己的兒子奧瑞納斯順利繼位，而將也有繼承權的奧維莉雅視為眼中釘，假意派親兄拉格公轄下的北天騎士團護送奧薇莉雅，實則要那些北天騎士與傭兵在護送過程中將她暗殺掉，被迪利塔救出後受他巧言蠱惑而慢慢對迪利塔打開心房，也與一直幫助自己的拉姆薩十分友好，獅子戰爭結束後嫁給統一天下的迪利塔成為王妃。但成為王妃的奧維莉雅並不開心，早前得知迪利塔只是利用自己，也對迪利塔出賣拉姆薩感到心寒，更覺得毫無道義的迪利塔總有一天會像出賣拉姆薩那樣殺掉沒利用價值的自己而感到絕望。結局為在生日當天持短刀行刺迪利塔，報復他長期以來利用自己與拉姆薩，但奧維莉雅也被迪利塔揮劍刺穿腹部當場死亡。

## 馬里基·弗尼拉爾5世(マリッジ・フューネラル５世)
統領教會的教皇，有一定程度的獨立自治權，轄下有忠於教會的神殿騎士作為戰力，地位可比國王。
暗中操縱獅子戰爭的幕後黑手，希望將教會勢力拉拔到五十年戰爭前的輝煌榮景，想得到超越國王權力的野心家。一邊煽動拉格公與柯塔納公不合，一邊派神殿騎士搜尋傳說中的聖石以期得到民心，但事實上聖石是用來召喚強大惡魔的邪惡媒介，知道這個祕密的人非常少，一直被教會對外宣稱為救世聖物蒙蔽世人。最後被欲支配人類世界的惡魔反噬殺死。

## 西蒙·本·拉奇修(シモン・ペン・ラキシュ)
歐波努修道院院長，曾是教會異端審問官，後來看不慣教會作為而棄職潛逃到邊境隱居躲避教會追殺，數十年後落腳修道院。慈眉善目的長者，對拉姆薩評價很高。
在阿魯瑪與奧維莉雅公主滯留修道院期間擔任兩人導師，阿魯瑪離開修道院後將奧維莉雅當女兒般疼愛呵護。教會為了藏在修道院的聖石「處女座」而派神殿騎士前來搶奪，不幸被殺。

## 貝斯特拉達·拉格(ベストラルダ・ラーグ)
伊瓦利斯王國公爵，王妃露薇莉雅親兄，統領王國實力最強的軍隊北天騎士團。
受到教皇煽動，為了爭奪王室領導權而與柯塔納公爵敵對並發動內戰，得到以王妃為首的王室貴族派支持，但後來在貝斯拉要塞被親信戴斯達克背叛殺害。

## 達克斯馬達·柯塔納(ダクスマルダ・ゴルターナ)
伊瓦利斯王國公爵，國王奧姆多利亞3世的表弟，以伊瓦利斯王家家徽雙頭獅子的一半：黑獅子作為自己的家徽，故又被稱為黑獅子公，統領與北天並稱王國雙璧的南天騎士團。
受教皇與迪利塔煽動，為了爭奪王室領導權而與拉格公爵敵對並發動內戰，反對王妃及其娘家外戚干政的貴族派系全都支持柯塔納公爵，但後來在貝斯拉要塞被迪利塔暗殺身亡。

## 梅斯德拉瑪·艾爾姆多亞(メスドラーマ・エルムドア)
伊瓦利斯王國侯爵，伊瓦利斯東部領土蘭貝利的領主，外型與FF7大魔頭賽菲羅斯如出一轍的白髮帥哥，武器也是長刃武士刀「正宗」；五十年戰爭時被稱為「白銀貴公子」的戰將，敵人畏懼他的勇猛而稱其為「銀髮鬼」。
但在遊戲初登場時卻是被骸旅團副團長綁架的落魄樣，轄下騎士團也遭骸旅團全滅，被救出後寄宿在萊歐尼爾城，並幫助德拉克洛瓦樞機卿對抗拉姆薩。獅子戰爭爆發後在戰場上遭流箭射死，死後屍體被惡魔利用，以死之天使扎爾艾拉的姿態復活，最後被拉姆薩打倒。

## 亞爾凡斯·德拉克洛瓦(アルフォンス・ドラクロワ)
具有騎士爵位的神學家，因此在王國與教團兩邊都很吃得開；現為教會樞機主教與萊歐尼爾城主，在教團內是權力與地位僅次於教皇的大人物，萊歐尼爾城的領民對其非常敬畏。
五十年戰爭時立下許多戰功成為人民眼中的英雄人物，但妻子被敵國異教徒所殺，此後便成為異端審問官熱衷追殺異端。表面上是風光的樞機主教與五十年戰爭英雄，私底下卻做出許多利慾薰心的骯髒勾當，因為拉姆薩欲阻止教會收集黃道十二石，德拉克洛瓦便對外界宣判拉姆薩為異端害他遭各界追殺，還軟禁奧維莉雅公主企圖爭權奪利。後來引發聖石力量變身成不淨王庫胡林，但被拉姆薩打倒。

## 席德路法斯·奧蘭多(シドルファス・オルランドゥ)
外號「雷神席德」的無敵劍聖，伊瓦利斯王國伯爵兼南天騎士團長，侍奉柯塔納公爵。與巴爾巴尼斯並稱為伊瓦利斯最強騎士，是個仁民愛物又有風骨的高尚君子。
二十多年來對柯塔納公爵忠心耿耿，多次代表柯塔納家出征。柯塔納公爵為了奪權發動獅子戰爭，雖然奧蘭多率軍力潰薩爾巴克的北天騎士團，但奧蘭多批評這場戰爭的正當性並勸柯塔納公爵派人和談，已被迪利塔煽動的柯塔納公爵開始厭惡主和的奧蘭多，更懷疑發出反對聲浪的奧蘭多意圖謀反而將他監禁在貝斯拉要塞，南天騎士團領導權也落入迪利塔手裡。被拉姆薩救出後得知公爵已將軍權交給主戰派的迪利塔而對公爵感到失望，決定跟隨拉姆薩阻止戰爭。
奧蘭多是本遊戲最強的我方角色，強度遠勝我方所有人，「全劍技」三個字已說明一切。與歐蘭、貝奧伍夫、蕾潔四人並稱為破壞遊戲平衡的四大天王，奧蘭多為四天王之首，破壞平衡程度遠超其他三人。

## 歐蘭·迪萊(オーラン・デュライ)
南天騎士團魔導士，父親與奧蘭多為多年戰友，歐蘭父親戰死後奧蘭多便收歐蘭為義子，擔任奧蘭多的軍師非常活躍。
擁有非常出色的戰略能力與情蒐能力。在救出奧蘭多後本來想與奧蘭多一起追隨拉姆薩，但奧蘭多要求歐蘭保護奧維莉雅公主而繼續留在南天騎士團；後來目擊迪利塔暗殺柯塔納公爵，欣賞歐蘭才能的迪利塔認為殺死歐蘭可惜而將他囚禁在賽爾迪尼亞城地牢，歐蘭趁機逃出後回到奧維莉雅身邊時被迪利塔發現，迪利塔便告訴歐蘭自己是拉姆薩的朋友並宣稱「幫我就是幫拉姆薩」，在迪利塔軟硬兼施之下不得已為迪利塔效力以保命，在與拉姆薩重逢後正式加入拉姆薩行列。
結局時到阿魯瑪墓前獻花，隨後目擊拉姆薩與阿魯瑪身影才知二人沒死，對拉姆薩匆匆離去的背影致謝，感謝他為拯救世界所做的一切。獅子戰爭結束五年後把自己對教會的所見所聞寫成「迪萊白皮書」並計畫於隔年的克雷曼斯公爵會議中公佈這些真相，收到風聲的教會馬上派人逮捕歐蘭，並以異端罪名將歐蘭處火刑燒死，白皮書也被教會回收藏匿。百年後發掘迪萊白皮書還原事件真相並為拉姆薩平反的歷史學者阿拉茲拉姆正是歐蘭的子孫。
由於個人特殊技「星天停止」能讓敵全體減速兼無法移動，與奧蘭多、貝奧伍夫、蕾潔四人並稱為破壞遊戲平衡四天王。

## 亞格莉雅絲·奧克斯(アグリアス・オークス)
直屬王室的禁衛騎士，對阿茲卡夏家非常忠心，正義感強、重視騎士精神的金髮美女。
因拉格公與柯塔納公政爭的緣故，元老院為了奧維莉雅公主的安全著想而任命亞格莉雅絲擔任貼身護衛，非常同情命運多舛的奧維莉雅。公主護送過程中遭葛夫加利恩與北天騎士團背叛，懷疑北天出身的拉姆薩與擄走公主的舊友迪利塔亞掛勾，救出公主後與拉姆薩分道揚鑣，自行帶著公主前往萊歐尼爾城請求德拉克洛瓦樞機卿庇護，但德拉克洛瓦已與戴斯達克掛勾而強押公主並追殺亞格莉雅絲，亞格莉雅絲走投無路之下被拉姆薩所救，在拉姆薩解釋自己離開貝歐布家與北天騎士團的前因後果之後化解誤會而加入拉姆薩的行列。

## 威格拉夫·佛爾茲(ウィーグラフ・フォルズ)
惡名昭彰的叛軍「骸旅團」的首領。骸旅團前身是五十年戰爭時幫助伊瓦利斯王國作戰的平民義勇軍「骸騎士團」，因為王國戰敗而被勒令解散也沒得到任何獎賞，後來為了解放被貴族階級壓迫而痛苦不堪的人民，改名骸旅團揭竿而起。
原本威格拉夫領導的骸旅團是只攻擊王國軍隊而不傷及無辜的義軍，但是副團長古斯塔夫卻對貴族家屬進行綁架暗殺及搶劫等與恐怖份子無異的行動，此舉違背威格拉夫的行事理念，也害骸旅團臭名遠播得不到人民支持，骸旅團內部分裂為遵循創團理念的威格拉夫派系及激進的古斯塔夫派系。儘管後來威格拉夫手刃古斯塔夫也無法回復骸旅團名聲，被外界貼上作亂搶劫的賊軍標籤後人人喊打，骸旅團聲勢愈來愈弱，身為旅團幹部的親妹妹被拉姆薩所殺，王國轄下其他軍隊也陸續弭平在各地起事的骸旅團員，後來威格拉夫在吉克丁砦敗給拉姆薩後脫逃，骸旅團正式滅亡。
保住一命的威格拉夫因親妹之死更加憎恨拉姆薩與貴族，因為反貴族思想與教會打壓王室的利益一致而成為神殿騎士，至此威格拉夫已徹底喪失理想與志氣，成為只想不擇手段向貴族報復的劊子手。最後在利奧法尼斯城與拉姆薩軍交戰，戰敗死亡前用聖石轉化為魔人貝利亞斯，但仍被拉姆薩打倒。

## 沃瑪爾夫·丁傑爾(ヴォルマルフ・ティンジェル)
教會轄下神殿騎士團團長，幫助教皇四處蒐掠聖石，為教皇想要重現新生黃道12勇士的首領。表面上忠於教皇，但私下有自己陰謀的野心家。
知道聖石的秘密而打算利用聖石轉生為力量強大的惡魔，不惜殺死阻止自己野心的兒子，並嫁禍給拉姆薩讓女兒以為拉姆薩為殺弟仇人，教會陰謀曝光後與拉姆薩及女兒等人決戰，利用聖石轉生為統治者海修瑪利姆，敗後自殺身亡。

## 梅莉雅德爾·丁傑爾(メリアドール・ティンジェル)
教會轄下神殿騎士團所屬的神殿騎士，團長沃瑪爾夫之女，弟弟伊茲路德被殺後以為是拉姆薩所為而發誓報仇追殺拉姆薩，但在親眼目睹艾爾姆多亞侯爵變成死之天使後開始懷疑父親，了解聖石與父親弒弟的真相後選擇大義滅親加入拉姆薩軍。

## 伊茲路德·丁傑爾(イズルード・ティンジェル)
教會轄下神殿騎士團所屬的神殿騎士，團長沃瑪爾夫之子，為新生黃道12勇士的一員。原本不知聖石的祕密而盲目相信父親與教會，不斷追殺被誣為異端的拉姆薩，發現祕密後想阻止父親但反被父親所殺。

## 阿魯卡斯·薩達法斯(アルガス・サダルファス)
艾爾姆多亞侯爵轄下禁衛騎士團的見習騎士，沒落貴族出身。心胸狹窄、思想頑固且有濃厚的貴族至上主義，非常歧視平民、認為平民跟家畜一樣下賤，是個非常標準的天龍人。
為了復興家族聲勢，自告奮勇報名殲滅骸旅團的任務，途中受傷昏迷被拉姆薩所救，得知同為討伐骸旅團的同志後與拉姆薩及迪利塔同行，了解拉姆薩家世之後，嫉妒一流名門出身卻又不在乎自身貴族身份的拉姆薩，認為拉姆薩講幹話、得了便宜還賣乖，一路上也與迪利塔多有爭吵。在吉克丁砦放箭殺死成為骸旅團人質的迪妲而惹怒迪利塔及拉姆薩，本是友軍的雙方拔劍相向，被憤怒的拉姆薩與迪利塔殺死，得年17歲。

## 加夫·葛夫加利恩(ガフ・ガフガリオン)
前東天騎士團分隊長，身手出色但不擇手段的戰鬥方式常受非議，故五十年戰爭結束後被趕出東天騎士團，後來被戴斯達克收買而加入北天騎士團傭兵隊。平民出身且個性現實，所以完全無法理解貴族出身的亞格莉雅絲及拉姆薩重視名譽道義的想法，認為這些貴族都是死腦筋不知變通，外加常口出偏激狂言的無賴個性，讓重視騎士精神的亞格莉雅絲非常厭惡他。
與北天騎士團一起護送奧維莉雅公主而與拉姆薩及亞格莉雅絲一起行動，實則是與這群北天騎士一起藉機暗殺公主，暗殺行動被拉姆薩破壞後接受戴斯達克與德拉克洛瓦樞機卿的指示，加入奪回公主與聖石的行動，最後在萊歐尼爾城決戰中與拉姆薩一對一單挑敗北，在極度不甘心輸給自己一直輕視的拉姆薩後含恨斷氣。

## 姆斯塔迪歐·布南薩(ムスタディオ・ブナンザ)
在機公都市的礦坑工作的年輕機工士，是著名機工士貝斯羅迪歐之子，在城市地底的坑道發現聖石「金牛座」而被幹著不法勾當的巴特商會追捕，得拉姆薩相救後加入。武器是手槍。

## 貝奧伍夫·卡德摩斯(ベイオウーフ・カドモス)
隱藏同伴之一，原為德拉克洛瓦樞機卿轄下聖印騎士團團長，職業是比神殿騎士低一階的聖殿騎士，但因為女友蕾潔被教會的變態祭司布雷蒙達看上，貝奧伍夫被誣陷為異端而離開騎士團，在蕾潔被詛咒變成聖龍以後一直尋找能將蕾潔恢復原樣的方法，這段期間邊當傭兵餬口邊打聽詛咒相關的消息。
當貝奧伍夫得知拉姆薩一行人也在尋找傳說中的聖龍後，便要求拉姆薩雇用自己同行，在打倒狂暴的聖龍後正式加入成為同伴。拉姆薩從貝奧伍夫口中得知聖龍其實是被詛咒的女友蕾潔，只是變成龍後喪失記憶認不得人，後來與拉姆薩一起帶著聖龍到尼爾貝斯卡神殿將蕾潔恢復原狀。
能使用必定命中、威力強大又能上異常狀態的「魔法劍」，是我方唯一能比肩奧蘭多的狠角色。與奧蘭多、歐蘭、蕾潔四人並稱為破壞遊戲平衡四天王。

## 蕾潔·杜拉(レーゼ・デューラー)
隱藏同伴之一，貝奧伍夫女友，布雷蒙達祭司手下護衛。拒絕布雷蒙達的追求後被施法詛咒變成一條聖龍並喪失記憶，變為聖龍的蕾潔與野獸無異見人就打，被拉姆薩與貝奧伍夫以武力制伏並帶到尼爾貝斯卡神殿恢復原狀。往後能夠自由在人與龍型態間轉換。
使用特定裝備後能成為全遊戲成長率最高的角色，血量又非常多，甚至不用裝武器都能打出頂尖傷害。與奧蘭多、歐蘭、貝奧伍夫四人並稱為破壞遊戲平衡四天王。

## 布雷蒙達·福利特伯克(ブレモンダ・フリートベルク)
在貝奧伍夫支線登場的教會祭司，手下護衛清一色是女性的變態色情狂。因為愛上在自己手下擔任護衛的蕾潔而拆散她與貝奧武夫的戀情，並將拒絕自己的蕾潔施咒變成一條龍。後來被拉姆薩與貝奧伍夫合力擊敗。

## 克勞德·史特萊夫(クラウド・ストライフ)
隱藏同伴之一，鼎鼎大名的FF7主角。機工士貝斯羅迪歐在古代第83號坑道發現古代人科技「傳送機」所召喚出來的異邦人，由於傳送過程受到不少撞擊，一直碎念著頭很痛與賽菲羅斯等讓當地人不明原由的話，為了尋找回去的方法而與拉姆薩同行。幫克勞德找到他的專屬大劍後就可以施展「超究武神霸斬」。